# Avalon Hill
Avalon Hill Games, Inc. là một công ty trò chơi chuyên sản xuất các trò chơi chiến tranh và chiến thuật trên bàn. Logo của công ty có 2 chữ viết tắt "AH", và công ty thường được nhắc đến bằng hai chữ cái đầu viết tắt này. Avalon Hill cũng đưa ra các trò chơi nhập vai với các quy tắc chiến tranh thu nhỏ, và đã có một dòng phổ biến các trò chơi mô phỏng thể thao. Avalon Hill hiện tại là một công ty con của công ty Wizards of the Coast, công ty này lại là một công ty con của Hasbro.
Avalon Hill đi tiên phong trong nhiều khái niệm của trò chơi chiến tranh giải trí hiện đại. Chúng bao gồm các yếu tố như việc sử dụng một lưới lục giác (còn có tên khác là hexgrid) đặt trên một tấm bìa phẳng, vùng điều khiển (ZOC), chồng nhiều đơn vị chiến đấu lên cùng 1 ô, một bảng kết quả chiến đấu dựa trên xác suất  (CRT), ảnh hưởng của địa hình lên chuyển động của các quân, sức mạnh và tinh thần của lính, và các board game dựa trên các sự kiện lịch sử. Các trò chơi phức tạp có thể kéo dài vài ngày hoặc vài tuần, và AH thiết lập một hệ thống cho người chơi có thể chơi qua thư tín.